# Félix Deschange
Eugène Félix Deschange, parfois écris Deschanges, est un homme politique français né le 9 août 1832 à Rouvrois-sur-Othain (Meuse) et mort le 18 octobre 1916 à Nanterre.

## Biographie
Eugène Félix Deschange est né au château de Bellefontaine à Rouvroy-sur-Othain en 1832, d'un père percepteur des contributions directes. Il fait ses études de droit à Paris avant de s'installer à Nancy comme avocat-stagiaire puis à Longuyon comme notaire en 1859. Il est élu au conseil municipal en 1860 puis réélu en 1865 et nommé adjoint au maire en 1867. Au printemps 1870, il participa à la campagne en faveur de l'élection des maires par les conseils municipaux et s'affilie à la loge maçonnique de Metz. Il est élu député de la Moselle le 8 février 1871, alors porté sur deux listes républicaines. Il démissionne avec les autres députés des territoires annexés, le 1er mars 1871.
À la demande de l'Assemblée, il reprend sa place comme député de la Meurthe-et-Moselle et siège jusqu'au 7 mars 1876 au sein du groupe de la Gauche républicaine. Il se présente à la députation en 1876 mais échoue face à Étienne de Ladoucette. En août 1876, Deschange vend son étude notariale puis est déclaré en faillite peu de temps après. Il quitte ensuite Longuyon et abandonne la vie politique.

## Sources
- « Félix Deschange », dans Adolphe Robert et Gaston Cougny, Dictionnaire des parlementaires français, Edgar Bourloton, 1889-1891 [détail de l’édition]
- Jean El Gammal, François Roth et Jean-Claude Delbreil, Dictionnaire des Parlementaires lorrains de la Troisième République, Serpenoise, 2006 (ISBN 2-87692-620-2 et 978-2-87692-620-2, OCLC 85885906, lire en ligne), p. 282-283